# Alaska Thunderfuck
Justin Andrew Honard (Erie, Pensilvania; 6 de marzo de 1985), conocido como Alaska Thunderfuck 5000, es una drag queen, artista y cantante estadounidense. Alaska ganó notoriedad tras ser finalista en la quinta temporada de RuPaul's Drag Race. También, en el 2016, fue coronada como la ganadora de la segunda temporada de RuPaul's Drag Race: All Stars.

## Primeros años
Justin Andrew Honard nació y creció en Erie, Pensilvania, y se graduó en el Instituto Fort LeBoeuf en 2003. Estudió teatro en la Universidad de Pittsburgh. Honard tiene un medio hermano llamado Cory Binney, con quien protagoniza una serie web de World of Wonder denominada Bro'Laska. También tiene una hermana mayor, Brooke, y un hermano más joven llamado Ryan.

## Carrera
Honard se mudó originalmente a Los Ángeles para seguir una carrera de actuación. Descontento con el proceso de audición, se interesó por el arte drag y consiguió un trabajo en Fubar, un club de West Hollywood. Actuaba frecuentemente en los espectáculos de Trannyshack en Los Ángeles. En 2009 actuó en el desfile del Orgullo Gay de Primavera de Palm Springs junto a Tammie Brown y Jer Ber Jones.

### RuPaul´s Drag Race

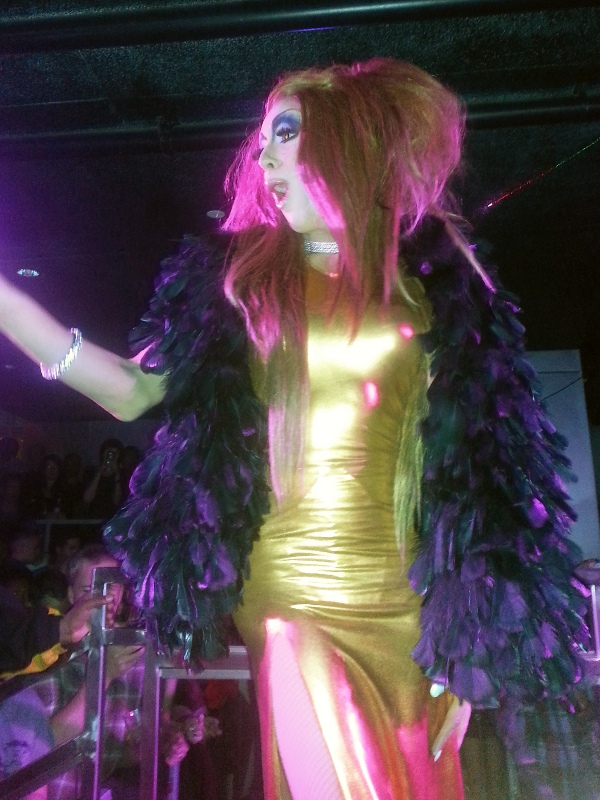
Alaska Thunderfuck en 2013

En noviembre del 2012, se anunció que Alaska Thunderfuck estaba entre 14 drag queens que competirían en la quinta temporada de RuPaul's Drag Race, pero bajo el monónimo de Alaska. Anteriormente había audicionado para las cuatro temporadas previas del show. Durante su temporada, Alaska ganó el reto principal del episodio "Scent of a Drag Queen", y el reto principal de "Sugar Ball". Como parte del programa, Alaska tuvo parte en la canción "Can I Get an Amen?", que fue inspirada en la canción "We Are the World". Las ganancias de dicha canción ayudaron al Centro Gay y Lésbico de Los Ángeles. En mayo de 2013, durante la final de su temporada, Jinkx Monsoon fue declarada ganadora, y Alaska fue proclamada finalista junto a Roxxxy Andrews.
Luego de terminada la temporada comenzó a realizar actuaciones alrededor del mundo, y en el 2015 presentó su primer álbum, "Anus". En el 2016 fue seleccionada junto a otras 9 concursantes a participar de la segunda temporada de RuPaul's Drag Race: All Stars, ganando el concurso.
En octubre del 2016 presentó su álbum "Poundcake" con la colaboración de otras reconocidas drag queens como Adore Delano o Miss Fame.

## Discografía

### Álbumes de estudio
| Título    | Detalles | Mejor posición | Mejor posición | Mejor posición |   |
| Título    | Detalles | US Dance       | US Heat        | US Indie       |   |
| --------- | --- | -------------- | -------------- | -------------- | - |
| Anus      | - Fecha de lanzamiento: 23 de junio de 2015 - Sello discográfico: Sidecar Records - Formatos: Descarga digital, formato físico y vinilo        | 3              | 4              | 14             | — |
| Poundcake | - Fecha de lanzamiento: 14 de octubre de 2016 - Sello discográfico: Producer Entertainment Group - Formatos: Descarga digital y formato físico | 4              | 3              | 28             |   |

### Sencillos
| "Ru Girl"                                                                               | 2013 | — |           |
| "Your Makeup Is Terrible"                                                               | 2014 | — | Anus      |
| "Nails"                                                                                 | 2014 | — | Anus      |
| "Hieeee"                                                                                | 2015 | 5 | Anus      |
| "This Is My Hair"                                                                       | 2015 | — | Anus      |
| "Gimme All Your Money" (feat. Laganja Estranja)                                         | 2016 | — | Anus      |
| "Anus"                                                                                  | 2016 | — | Anus      |
| "Puppet"                                                                                | 2016 | — | Poundcake |
| "The T" (feat. Adore Delano)                                                            | 2016 | — | Poundcake |
| "Stun" (feat. Gia Gunn)                                                                 | 2017 | — | Poundcake |
| "—" Denota un sencillo que no entró en los charts o no fue lanzado en aquel territorio. |      |   |           |

### Televisión
| Año  | Título                        | Función                | Notas                                          | Ref.. |
| ---- | ----------------------------- | ---------------------- | ---------------------------------------------- | ----- |
| 2011 | RuPaul 's Drag Race           | Ella                   | Temporada 3 – Episodio 1: Casting Extravaganza |       |
| 2012 | RuPaul's Drag Race: Untucked  | Ella                   | Temporada 4 – Cameo en un mensaje de vídeo     |       |
| 2013 | RuPaul's Drag Race            | Ella                   | Temporada 5– Subcampeón                        |       |
| 2013 | RuPaul's Drag Race: Untucked  | Ella                   | Temporada 5                                    |       |
| 2015 | The Art Of                    | Ella                   | Episodio: "El Arte del Drag"                   |       |
| 2015 | RuPaul's Drag Race            | Ella como Anna Wintour | Temporada 7 – Episodio 1: Born Naked           |       |
| 2016 | RuPaul's Drag Race: All Stars | Ella                   | Temporada 2 – Ganador                          |       |
| 2017 | Scared Famous                 | Ella                   | Temporada 1                                    |       |

### Teatro
| Año  | Título                | Función             | Teatro           | Ref..  |
| ---- | --------------------- | ------------------- | ---------------- | ------ |
| 2013 | The Rocky Horror Show | Dr. Frank N. Furter | Woodlawn Theatre | [ 24 ] |

| Predecesora: Chad Michaels | Ganadora de RuPaul's Drag Race: All Stars 2016 | Sucesora: Trixie Mattel |